# Суск (Волынская область)
Суск (укр. Суськ) — село в Киверцовской городской общине Луцкого района Волынской области Украине.
До 2020 года входило в Киверцовский район.
Код КОАТУУ — 0721886801. Население по переписи 2001 года составляет 517 человек. Почтовый индекс — 45220. Телефонный код — 3365. Занимает площадь 2,293 км².

## История
До 1920 года село входило в состав Тростянецкой волости Луцкого уезда Волынской губернии Российской империи, а потом Украинской Народной Республики. С 1920-го по 1940-й по Рижскому договору — в составе Луцкого повята Волынского воеводства Польской Республики.
В селе находится православная церковь Рождества Пресвятой Богородицы.